# Washington Office on Latin America
Le Bureau de Washington sur l'Amérique latine (The Washington Office on Latin America, WOLA) est une organisation non-gouvernementale (ONG) américaine dont l'objectif est de promouvoir les droits de l'homme, la démocratie, et la justice sociale et économique en Amérique latine et dans les Caraïbes.
Le WOLA a pour objectif de faciliter le dialogue entre les acteurs politiques, surveiller l'impact de la politique étrangère américaine sur les Droits de l'Homme, la démocratie, et le développement équitable en Amérique latine, ainsi que promouvoir des alternatives régionales au moyen de rapports et de plaidoyers. Grâce à ses rapports, le WOLA informe et sensibilise les décideurs, les organisations religieuses et non gouvernementales, et le grand public à propos de cet impact. En outre, les briefings du WOLA mettent les décideurs politiques et les médias en contact avec les dirigeants d'Amérique latine et des experts sur une base régulière. Le WOLA travaille en étroite collaboration avec les organisations de la société civile et les responsables gouvernementaux à travers l'Amérique.

## Histoire
Le WOLA a été fondé en 1974 après le coup d'État militaire de 1973 contre le gouvernement démocratiquement élu en Chili. Le premier directeur général à long terme de l'organisation futJoseph Eldridge, actuellement l'aumônier de American University. Depuis sa création, le WOLA a fourni des informations directs en provenance d'Amérique latine à citoyens américains et aux décideurs politiques. L'organisation cherche également à informer le gouvernement américain sur les effets de la politique américaine sur la région, facilite les communications et parraine la visite de spécialistes Latino-Américains en matière de Droits de l'Homme. En 1975, le WOLA a participé activement à la première loi limitant l'aide militaire américaine à l'étranger. Le WOLA a fait bénéficier le Congrès de son expertise et de sa longue expérience dans la pratique des Droits de l'Homme pour la rédaction de la loi.

## Travail actuel
Aujourd'hui, le WOLA est appelé régulièrement pour fournir des informations et des analyses à l'exécutif des États-Unis, aux organisations multilatérales, aux membres du Congrès, et aux médias d'Amérique latine.
Le WOLA joue un rôle clé dans les quatre réseaux distincts peu d'organisations non - gouvernementales: la communauté des droits de l'homme, la communauté de la politique étrangère, les think-tanks académiques, et la communauté des organisations de paix, de justice, de solidarité, ou de la religion.